# Нгумбу, Дуду
Дуду Нгумбу (род. 6 февраля 1982, Киншаса, Демократическая Республика Конго) — французский боксёр-профессионал конголезского происхождения, выступающий в полутяжелой весовой категории. Чемпион мира по версии WBF (26 ноября 2011 — 15 июня 2012) и претендент на титулы чемпиона мира по версиям WBC (2019) и IBO (2018).

## Карьера
Дуду Нгумбу дебютировал на профессиональном ринге 10 марта 2007 года, нокаутировав Анниса Сахли (1-0). 13 октября 2008 года победил российского спортсмена Шефудина Барахоева (8-1) и выиграл вакантный титул интернационального чемпиона по версии WBC. 10 июля 2009 года защитил титул интернационального чемпиона и выиграл титул чемпиона по версии Африканского боксёрского союза, победив техническим нокаутом замбийского боксёра Чарльза Чисамбу. 31 октября 2009 года потерпел свое первое поражение на профессиональном ринге, проиграв единогласным судейским решением малавийцу Айзеку Чеилимбе (13-1) и утратил свои титулы. 19 декабря того же года проиграл раздельным судейским решением Игорю Михалкину (10-0).
15 апреля 2011 года победил единогласным судейским решением швейцарского боксёра Мохамеду Белкасему (19-3-1) и возвратил себе титул чемпиона Африканского боксёрского союза. 16 сентября того же года проиграл Павлу Глазевского (15-0) в бою за титулы серебряного чемпиона Балтийских стран по версии WBC и чемпиона Польши. 26 ноября 2011 года победил единогласным судейским решением поляка Алексея Куземского (22-3) и выиграл титул чемпиона мира по версии WBF. 15 июня 2012 во время своей первой защиты титула, проиграл техническим нокаутом своему соотечественнику Наджибу Мохаммеди (27-3).
13 марта 2013 года единогласным судейским решением победил украинского боксёра Вячеслава Узелкова (28-2) и завоевал титул чемпиона Европы по версии WBO. Однако 5 июля того же года утратил титул во второй раз проиграв Игорю Михалкину (13-1). 14 ноября 2015 года вновь претендовал на этот титул, но проиграл Умару Саламову (13-0).
10 февраля 2017 года победил решением большинства судей бельгийца Билала Лагуна (20-0-2) и выиграл титул чемпиона франкоязычных стран по версии WBC. 21 октября 2017 года защитил титул, победив француза Джонатана Профише (18-9). 2 декабря того же года проиграл в бою за титул чемпиона мира по версии IBO, проиграл единогласным судейским решением Игорю Михалкину (20-1). 25 мая 2018 года раздельным судейским решением выиграл у швейцарца Йоанн Конголо.
30 марта 2019 года проиграл техническим нокаутом в 5-м раунде украинскому боксёру Александру Гвоздику (16-0), в бою за принадлежащий тому титул чемпиона мира по версии WBC.